# 奧爾尼鎮區 (伊利諾伊州里奇蘭縣)
奧爾尼鎮區（英語：Olney Township）是位於美國伊利諾伊州里奇蘭縣的一個行政鎮區。

## 地方資料
根據2010年美國人口普查的數據，奧爾尼鎮區的面積為124.50平方千米，當中陸地面積為122.10平方千米，而水域面積為2.40平方千米。當地共有人口10138人，而人口密度為每平方千米81.43人。